# Leamon King
Leamon King (ur. 13 lutego 1936 w Tulare w Kalifornii, zm. 22 maja 2001 w Delano w Kalifornii) – amerykański lekkoatleta, sprinter, mistrz olimpijski z 1956 z Melbourne.
12 maja 1956 we Fresno wyrównał rekord świata w biegu na 100 jardów czasem 9,3 s. W tym sdamym roku zajął 2. miejsce w biegu na 100 metrów na mistrzostwach Stanów Zjednoczonych (AAU) (za Bobbym Joe Morrowem), Podczas amerykańskich eliminacji przed igrzyskami olimpijskimi w 1956 w Melbourne był dopiero czwarty na tym dystansie i zakwalifikował się tylko do sztafety 4 × 100 metrów. Przed igrzyskami wyrównał rekord świata w biegu na 100 metrów osiągając czas 10,1 s 20 października 1956 w Ontario, a tydzień później powtórzył to osiągnięcie w Santa Ana. W obu przypadkach pokonał Morrowa, który niedługo później został mistrzem olimpijskim w biegu na 100 metrów.
Na igrzyskach w Melbourne King biegł na 2. zmianie amerykańskiej sztafety 4 × 100 metrów, która zdobyła złoty medal ustanawiając w finale rekord świata wynikiem 39,5 s. Sztafeta biegła w składzie: Ira Murchison, King, Thane Baker i Morrow. Biegł na pierwszej zmianie.
King został mistrzem Stanów Zjednoczonych (AAU) w biegu na 100 jardów w 1957. Po ukończeniu Uniwersytetu Kalifornijskiego w Berkeley i zakończeniu kariery sportowej pracował jako nauczyciel w Delano w Kalifornii, gdzie zmarł.

## Rekordy życiowe
- bieg na 100 jardów – 9,3 s (12 maja 1956, Fresno)
- bieg na 100 metrów – 10,1 s (20 października 1956, Ontario)
- bieg na 200 metrów – 21,3 s (1957)